# Воха
Во́ха (індонез. Woha) — один з 18 районів округу Біма провінції Західна Південно-Східна Нуса у складі Індонезії. Розташований у центральній частині. Адміністративний центр — селище Нару.
Населення — 45538 осіб (2013; 45025 в 2012, 43904 в 2010).

## Адміністративний поділ
До складу району входять 3 селища та 12 сіл:
| Населений пункт  | Населення, осіб (2010) |
| ---------------- | ---------------------- |
| Ваду-Вані, село  | 697                    |
| Дадібоу, село    | 2228                   |
| Донггоболо, село | 1831                   |
| Калампа, село    | 4032                   |
| Келі, село       | 3552                   |
| Нару, селище     | 3424                   |
| Ніса, селище     | 2970                   |
| Пандаї, село     | 1985                   |
| Пенапалі, село   | 1156                   |
| Рабакодо, село   | 3136                   |
| Ріса, село       | 4760                   |
| Самілі, село     | 4849                   |
| Талабіу, село    | 4652                   |
| Тенга, село      | 1285                   |
| Тенте, селище    | 3347                   |